# Canchim

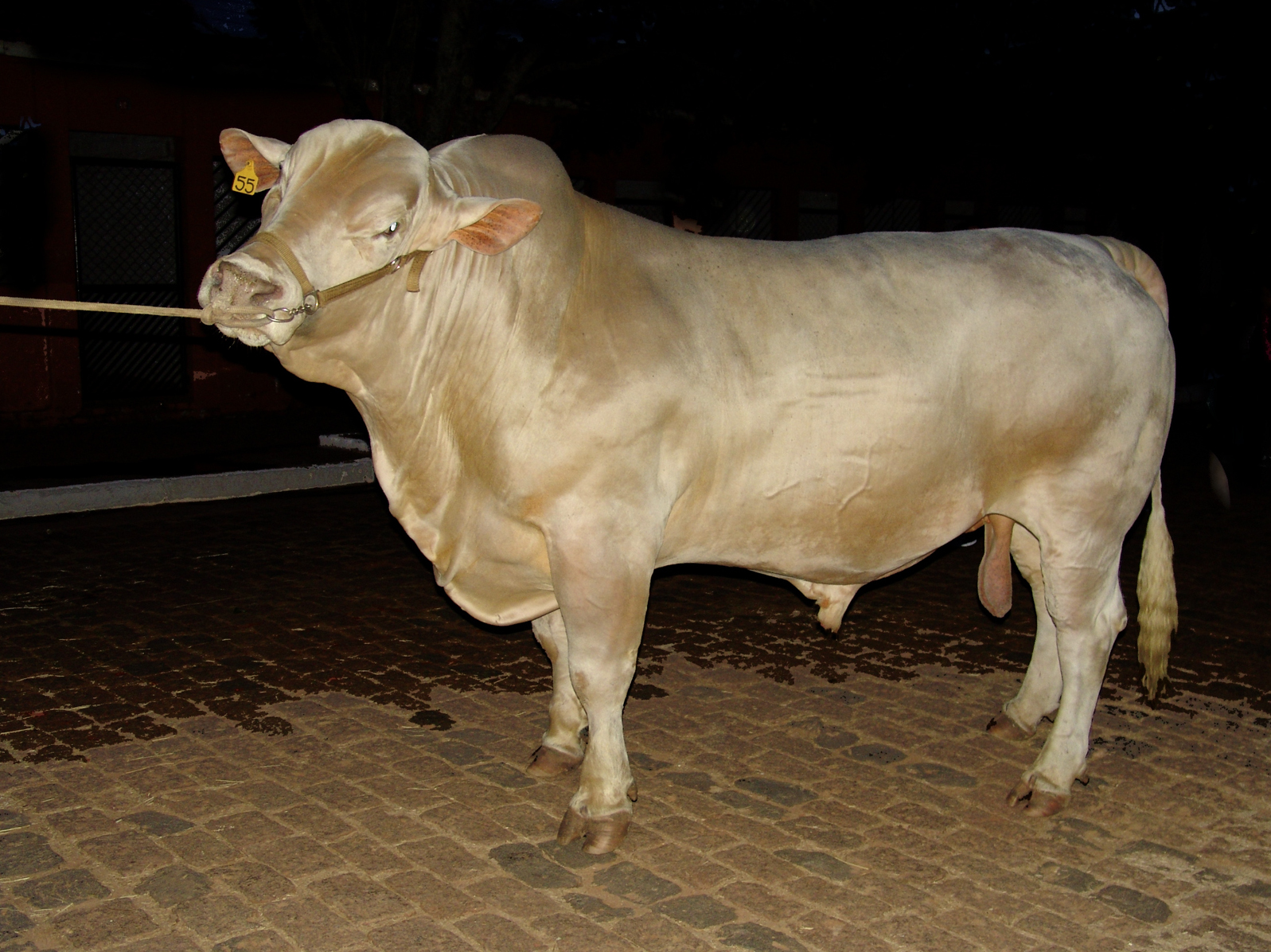
Exemplar de touro da raça Canchim

Canchim é uma raça bovina sintética produzida na Embrapa Pecuária Sudeste de São Carlos pelo cruzamento de Charolais e Zebu principalmente Indubrasil, além de Nelore e Guzerá, com 5/8 Charolais e 3/8 de sangue Zebu.